# Вальдемар Прусский (1817—1849)
Фридрих Вильгельм Вальдемар Прусский (нем. Friedrich Wilhelm Waldemar von Preußen; 2 августа 1817, Берлин — 17 февраля 1849, Мюнстер) — прусский принц, генерал-майор.

## Биография
Родители Вальдемара — принц Вильгельм Прусский, младший брат короля Пруссии Фридриха Вильгельма III, и принцесса Мария Анна Амалия Гессен-Гомбургская. По традициям прусской знати молодой принц получил образование в кадетском корпусе и стал военным. 7 апреля 1835 года он был командирован во 2-й гвардейский полк. 26 июня 1836 года получил звание премьер-лейтенанта, а 29 марта 1838 года — капитана. 4 декабря 1838 года Вальдемар Прусский был повышен в звании до майора и переведён в гвардейский драгунский полк, одновременно возглавив 3-й гвардейский ландверский полк. 3 ноября 1842 года принц Вальдемар был переведён на службу в гвардейскую артиллерийскую бригаду, а 30 марта 1844 года получил звание полковника.
В том же 1844 году принц вместе с капитаном генштаба графом Эдуардом фон Ориолой, лейтенантом графом Альбрехтом Вильгельмом фон дер Грёбеном и другом юности врачом Вернером Хофмайстером предприняли длительную поездку в Индию, которая привела их в Гималаи и на границу с Тибетом. Странствующая компания наблюдала военные действия во время Первой Сикхской войны. Вальдемар стал очевидцем сражений при Мудки 18 декабря 1845 года, при Фирозшахе 21—22 декабря 1845 года и при Собраоне 10 февраля 1846 года. Во время битвы при Фирозшахе был убит Вернер Хофмайстер. В 1846 году принц Вальдемар вернулся в Берлин, где он и Ориола были награждены орденами Pour le Mérite. В последующие годы принц Вальдемар публиковал свои путевые заметки и мемуары, выходившие в ценных иллюстрированных изданиях.
3 июля 1846 года принц Вальдемар Прусский получил звание генерал-майора и 15 августа 1846 года был назначен командиром гвардейского драгунского полка. В 1848 году Вальдемар был назначен командиром 13-й кавалерийской бригады в Мюнстере, где вскоре умер 17 февраля 1849 года. Похоронен в Берлинском кафедральном соборе.

## Награды
Королевства Пруссия:
- Орден Чёрного орла (2 августа 1827); цепь ордена (23 декабря 1842)[3]
- Орден Красного орла 1-го класса (2 августа 1827; как кавалер ордена Чёрного орла)
- Орден «Pour le Mérite» (18 декабря 1846)[4]

Российской империи:
- Орден Святой Анны 1-й степени (7 сентября 1835)[5]
- Орден Белого орла (7 сентября 1835)[6]
- Орден Святого Александра Невского (7 сентября 1835)[7]
- Орден Святого апостола Андрея Первозванного (7 сентября 1835)[8]

Прочие:
- Княжеский орден Дома Гогенцоллернов, почётный крест 1-го класса
- Орден Людвига, большой крест (великое герцогство Гессен)
- Королевский Гвельфский орден, большой крест (королевство Ганновер)
- Орден Бани, большой крест (Великобритания)